# Lucio Casio Longino (cónsul 107 a. C.)
Lucio Casio Longino (en latín, Lucius Cassius Q. f. Q. n. Longinus) fue un político y cónsul de la República romana en 107 a. C. junto a Cayo Mario.

## Carrera política
Casio Longino fue elegido pretor en el año 111 a. C. y enviado a Numidia para que trajera al rey Jugurta a Roma. Ravila le prometió un salvoconducto, comprometiendo en ello su propia palabra, promesa que Jugurta valoró más que las garantías que le ofrecía el Senado romano. 
Elegido cónsul en 107 a. C., recibió como provincia la Galia Narbonense. Al mando de unas pocas legiones tuvo que enfrentarse a las hordas de germanos teutones, cimbrios y otros aliados que se estaban adentrando en el sur de la Galia para invadir Italia a través de los Alpes. Ravila y su ejército fueron completamente aniquilados en una batalla contra los tigurinos en el territorio de los alóbroges acontecida en las cercanías de Burdigala (la actual Burdeos). Ravila perdió la vida en esta batalla.